# 迈克尔·杰克逊的健康和外貌

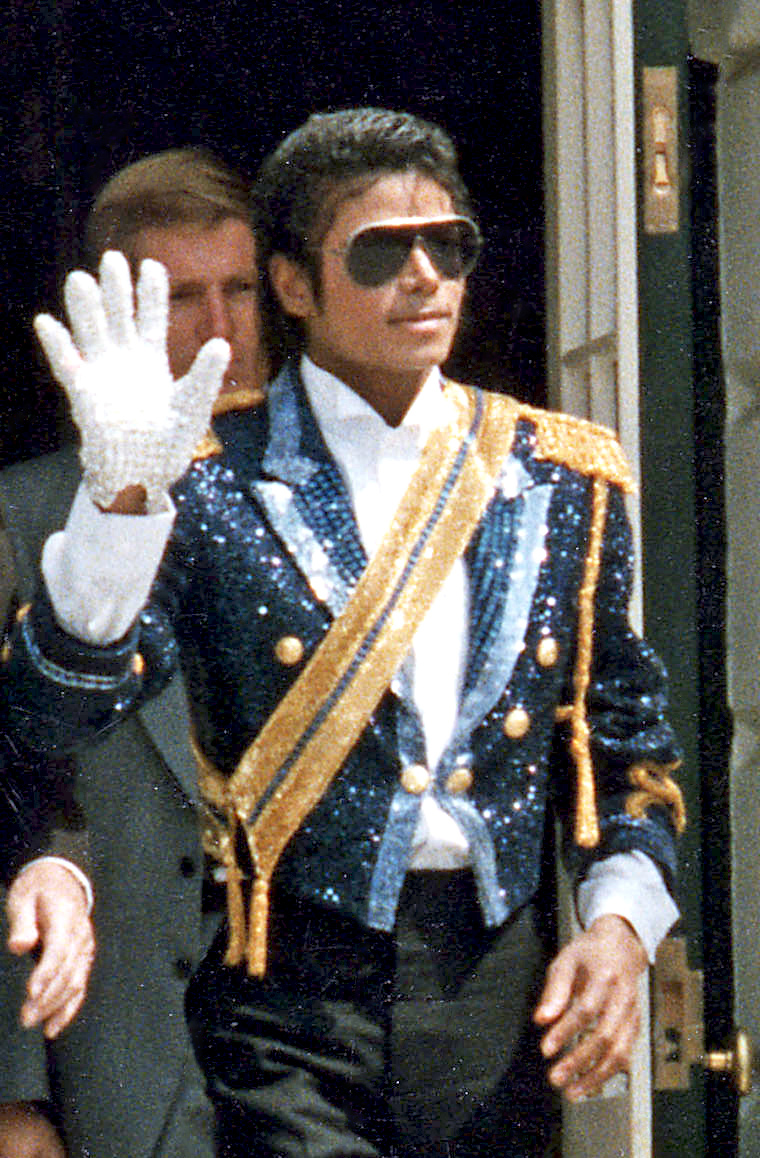
迈克尔·杰克逊于1984年

美國流行樂之王迈克尔·杰克逊从小的肤色就是深棕色，但从20世纪80年代开始肤色便逐渐变白。此事逐渐引起媒体关注，有人称他可能在「漂白皮肤」。根据J·兰迪·塔拉波雷利的說法，杰克逊被诊断出白癜风和红斑性狼疮，白癜风使他的皮肤部分变白，红斑性狼疮病情不重；这两种疾病让他对阳光很敏感，显得非常苍白。杰克逊的尸检报告中也提到了白癜风。但诸多报道仅能证明其患有白癜风的事实，而无法证明其是否进行过「皮肤漂白」。到了90年代中期，有些医生推测他做过鼻部手术、前额除皱术、薄唇手术以及颧骨整形，但是杰克逊对此否认，称自己只做过鼻部手术。杰克逊声称除了做过两次鼻部整形外，没有做过其他面部整形手术，然而有一次，他提到自己曾借助手术的手段有了酒窝。杰克逊在80年代热衷减肥，原因是他想拥有“舞者的身材”。见过他的人说他因神经性厌食而经常發狂，而阶段性的减肥使得这一问题不断复发。
在他的治疗过程中，他结识了两位朋友阿诺德·克莱恩博士，以及护士黛比·罗。黛比·罗最终成为了他的第二任妻子，与杰克逊有两个孩子。杰克逊對克莱恩医疗上与事业上的建议依赖甚重。

## 外貌
在1979年，迈克尔在一次排练中意外跌倒，鼻子受伤。他被迫做了一次鼻部手术。但迈克尔在做了这次手术后鼻部呼吸不畅，他便做了第二次鼻部手术。在1983年，迈克尔在排练时由于一次意外头发被烧伤而偶然结识了一位叫史蒂夫的医生，他从此后一直在负责迈克尔的治疗。迈克尔在1980年后期也对下巴做过一次手术。

## 皮肤
迈克尔·杰克逊在發行《Bad》的前后時間皮肤就开始变白，到了《Dangerous》发布的时候，迈克尔的皮肤几乎完全变成了白色。迈克尔多年来一直没有向大众吐露他皮肤变白的真实情况，但在1993年，迈克尔在奥普拉·温弗瑞的一次访谈中谈到他皮肤变白的原因之一是白癜风，他死后的尸检报告也证实了这一点。

## 发型
迈克尔·杰克逊的发型原本是典型的非洲人发型，但自从《Thriller》之后迈克尔的头发就变得越来越直，1996年拍摄《You Are Not Alone》時迈克尔的头发已变得完全挺直；造成这一现象的主要原因是因为迈克尔在1984年为百事可乐拍摄广告时头发被意外烧伤，这导致迈克尔生前，在今后的生涯中，不断地驳斥植髮、有禿頭疑雲或戴假发。直到2009年6月，迈克尔·杰克逊過世後，經美國檢方驗屍後發現證實，迈克尔·杰克逊的左耳上方有一塊光禿禿的頭皮，以及頭頂留下光禿禿的頭皮，應就是他1984年拍百事可樂廣告發生意外時，留下被火紋身的疤痕，之後他便開始戴假髮。